# Оливър Джонсън
Оливър Джонсън (на английски: Oliver Johnson) е британски редактор, дизайнер на компютърни игри и писател, автор на произведения в жанра фентъзи.

## Биография и творчество
Оливър Джонсън е роден през 1957 г. в Париж, Франция. Израства в Съфолк. Завършва английска филология в Оксфордския университет. В университета се запознава с Дейв Морис. Заедно с него пишат за списание „White Dwarf“.
След дипломирането си работи в книжарница на „Waterstones“ и като редактор в „Corgi Books“. После работи като главен редактор в голямото лондонско издателство „Hodder и Stoughton“, където отговаря за издаването на научна фантастика, фентъзи и хорър.
Първата му книга-игра „The Temple of Flame“ (Храмът на пламъка) от съвместната с Дейв Морис поредица „Златен дракон“ е издаден през 1984 г.
През 1987 г. е издаден романът му „Бойните ровове на Крарт“ от поредицата книги-игри „Кървав меч“ в съавторство с Дейв Морис. На всеки 13 лунни месеца маговете на Крарт провеждат смъртоносно съревнование, за да установят кой от тях ще властва над тази мрачна и ледена земя. Те изпращат дръзки приключенци долу в лабиринтите, които лежат под тундрата, като всеки приключенец или отбор от приключенци търси Емблемата на победата, която ще спечели власт за техния покровител. Само един отбор може да оцелее, а другите трябва да умрат.
Оливър Джонсън живее със семейството си в Лондон.

## Произведения

### Серия „Златен дракон“ (Golden Dragon) – сДейв Морис
2. The Temple of Flame (1984) – с Дейв Морис
3. The Lord of Shadow Keep (1985)
5. Curse of the Pharaoh (1985)

### Серия „Войните на дракона“ (Dragon Warriors)
1. Dragon Warriors (1985)
2. Prince of Darkness (2009) – с Иън Стърок

### Серия „Кървав меч“ (Blood Sword) – с Дейв Морис
1. The Battlepits of Krarth (1987)
Бойните ровове на Крарт, изд. „Еквус Арт“ (1994), прев. Спасенка Амзина
2. The Kingdom of Wyrd (1987)
Царство Уирд, изд. „Еквус Арт“ (1994), прев. Борис Недков
3. The Demon's Claw (1987)
Демонски нокът, изд. „Еквус Арт“ (1995), прев. Венета Соколова
4. Doomwalk (1988)
Пътят на съдбата, изд. „Еквус Арт“ (1995), прев. Борис Недков
5. The Walls of Spyte (1988)
Стените на Спайт, изд. „Еквус Арт“ (1996), прев. Борис Недков

### Серия „Светлоносецът“ (Lightbringer)
1. The Forging of the Shadows (1996)
Ковачница на сенките – 2 части, изд. „Мърлин Пъбликейшън“ (1996), прев. Анна Елчинова
2. The Nations of the Night (1998)
3. The Last Star at Dawn (1999)